# Heinkel P.1065/IIIc
L'Heinkel P.1065/IIIc era un bombardiere veloce monoposto pianificato dall'azienda tedesca Ernst Heinkel Flugzeugwerke negli anni quaranta ma rimasto allo stadio progettuale.

## Storia
In 1944 la Heinkel avviò lo studio di un nuovo velivolo da bombardamento che avesse tra le sue caratteristiche la possibilità di raggiungere una velocità massima superiore a quella offerta dai modelli di caccia in quel momento a disposizione dei reparti degli Alleati.
Il progetto venne affidato ai fratelli Walter e Siegfried Günter che basandosi sull'esperienza acquisita nello sviluppo del precedente He 119 disegnarono un velivolo innovativo ed estremo, un monoposto costruito attorno alle caratteristiche e prestazioni offerte del motore Daimler-Benz DB 613, un 24 cilindri raffreddato a liquido sperimentale che conservava la stessa architettura dei Daimler-Benz DB 606 e DB 610.
Le vicende belliche avverse alla Germania durante le ultime fasi del conflitto costrinsero l'azienda a concentrarsi sulla produzione ed il progetto venne abbandonato.
Sebbene indicato come He 519 da Nowarra (1993), i documenti ufficiali mostrano che al P.1065/IIIc non è stato assegnato un numero RLM e che il numero RLM 8-519 non era assegnato.

## Utilizzatori
Germania
- Luftwaffe (previsto)